# Mydrosoma aterrimum
Mydrosoma aterrimum är en biart som först beskrevs av Heinrich Friese 1925.  Mydrosoma aterrimum ingår i släktet Mydrosoma och familjen korttungebin. Inga underarter finns listade i Catalogue of Life.